# Pål Arne Johansen
Pål Arne "Paco" Johansen (16 febbraio 1977) è un allenatore di calcio ed ex calciatore norvegese, di ruolo centrocampista, assistente allenatore del Molde.

## Carriera

### Giocatore
Proveniente dal Fossum, è passato al Lyn Oslo in vista del campionato 1998. Ha esordito in 1. divisjon in data 19 aprile, subentrando ad Hassan El Fakiri nel pareggio per 0-0 sul campo dell'Hødd. Il 3 ottobre 1998 ha segnato la prima rete, nella vittoria per 5-0 sul Bryne. È rimasto in squadra per un triennio, nel quale ha totalizzato 27 presenze e 2 reti in campionato.
Terminata l'esperienza al Lyn Oslo, Johansen è stato ingaggiato dall'Ullensaker/Kisa. Nel 2002 ha militato invece nel Bærum. Dal 2003 è passato al Groruddalen.

### Allenatore
A novembre 2010 è stato nominato assistente di Leif Gunnar Smerud all'Hønefoss, ricoprendo questo incarico per tre stagioni. A dicembre 2013, a seguito dell'ingaggio di Henning Berg come allenatore del Legia Varsavia, Johansen lo ha seguito nella veste di assistente.
Il 13 dicembre 2016 è stato nominato nuovo commissario tecnico della Norvegia Under-18 e Under-19.
Il 24 gennaio 2022, Johansen è stato nominato nuovo allenatore dell'Odd, incarico che ha mantenuto per due stagioni nelle quali ha ottenuto rispettivamente un quinto e un decimo posto in campionato.
Nella stagione 2024 ha allenato in Svezia, in seguito all'ingaggio triennale sottoscritto con l'Häcken. Il 23 settembre 2024 è stato esonerato, vista anche la striscia di cinque partite senza vittorie (culminata con la sconfitta per 4-0 sul campo del Malmö FF) che ha fatto scendere i gialloneri al nono posto in classifica a sette giornate dalla fine.
Dal gennaio 2025 è assistente del capo allenatore Per-Mathias Høgmo al Molde, incarico con cui è tornato dunque a lavorare in Norvegia.